# Pierre André Latreille
Pierre André Latreille (Brive-la-Gaillarde, 20 novembre 1762 – Parigi, 6 febbraio 1833) è stato un entomologo e aracnologo francese.

## Biografia
Di origini molto modeste, compie i suoi studi a Parigi al collegio di Cardinal-Lemoine. Viene ordinato sacerdote nel 1786 e ritorna a Brive dove dedica il suo tempo libero all'entomologia. Ritorna a Parigi nel 1788. La pubblicazione delle sue Mémoire sur les mutilles découvertes en France lo rende noto nella comunità scientifica.
All'epoca della Rivoluzione francese per le sue inclinazioni conservatrici viene imprigionato a Bordeaux.
Nel 1796, pubblica Précis des caractères génériques des insectes, disposés dans un ordre naturel a Brives.
Dopo avere abbandonato la carriera religiosa, lavora al Muséum national d'histoire naturelle da poco istituito (1798), dove si occupa della sistemazione delle collezioni di entomologia. Nel 1814, diviene membro dell'Académie des sciences succedendo a Guillaume-Antoine Olivier.
Nel 1821, viene nominato cavaliere della Legion d'Onore. Nel 1825, pubblica Familles naturelles du règne animal in cui separa gli anfibi dai rettili, seguendo in ciò i lavori di Alexandre Brongniart.
Diviene professore di zoologia alla scuola veterinaria di Maisons-Alfort. La cattedra di zoologia del Museo è divisa, dopo la morte di Lamarck nel 1830, Latreille ottiene quella degli Invertebrati, Henri Marie Ducrotay de Blainville quella dei Molluschi.
La sua opera segna una tappa importante nella tassonomia degli artropodi per i quali crea una classificazione ancora largamente utilizzata ai giorni nostri. Johan Christian Fabricius gli attribuì il soprannome di Prince de l'entomologie.

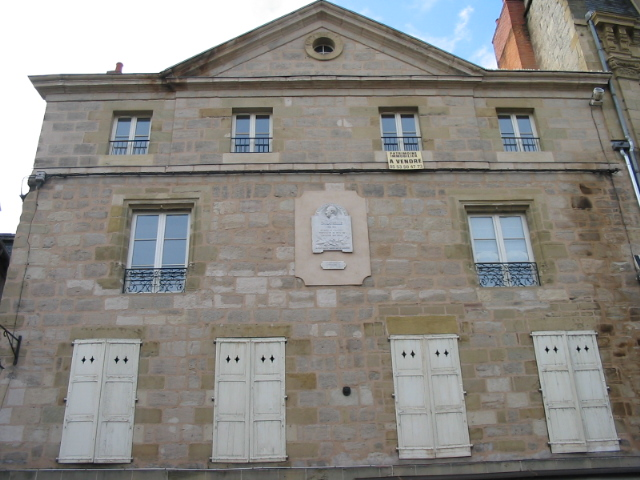
Casa natale a Brive-la-Gaillarde

## Denominati in suo onore
- Osmia latreillei (Spinola, 1806), imenottero (Megachilidae)
- Lamprima latreillei (MacLeay, 1819), coleottero (Lucanidae)
- Calicnemis latreillei (Castelnau, 1832), coleottero (Scarabaeidae)
- Atrophaneura latreillei (Donovan, 1836), lepidottero (Papilionidae)
- Myrmecium latreillei (Lucas, 1856), ragno (Corinnidae)
- Zelotes latreillei (Simon, 1878), ragno (Gnaphosidae)

## Opere
- Précis des caractères génériques des insectes disposés dans un ordre naturel. - Paris-Brive, Prevot - F. Bourdeaux XII, 3 201 [7] (1796).
- (FR) Histoire naturelle des fourmis, Paris, Charles Crapelet, 1802.
- Histoire naturelle générale et particulière des crustacés et insectes (14 vols., 1802-1805)
- Genera crustaceorum et insectorum, secundum ordinem naturalem ut familias disposita (4 vols., 1806 1807 1807 1809)
- Considérations sur l'ordre naturel des animaux composant les classes des crustacés, des arachnides, et des insectes (1810)
- Les crustacés, les arachnides, les insectes: 1-653 In: Cuvier G. Le règne animal distribue d'apres son organisation, pour servir de base à l'histoire naturelle des animaux et d'introduction a l'anatomie Paris, Deterville.
- Annales du Mus. [Cit. ex: Kirby W., Spence W. 1833. Einleitung in der Entomologie, oder Elemente der Naturgeschichte der Insecten., Bd.4: 481] (1821)
- Familles naturelles du règne animal, exposés succinctement et dans un ordre analytique (1825)
- Cours d'entomologie (1831)
- Crustacés, Arachnides, Insectes, in Georges Cuvier Règne animal